# Drongo bronzat
El drongo bronzat (Dicrurus aeneus) és un ocell de la família dels dicrúrids (Dicruridae).

## Hàbitat i distribució
Habita boscos, bambú i zones més obertes als turons fins als 2000 m, des del sud i nord-est de l'Índia, Myanmar, sud de la Xina, illes de Taiwan i Hainan, cap al sud, a través del Sud-est Asiàtic fins Sumatra i Borneo.